# Ken Carpenter
Ken Carpenter   (Compton, 19 d'abril de 1913 - Buena Park, 15 de març de 1984) va ser un atleta estatunidenc, especialista en el llançament de disc, que va competir durant la dècada de 1930.
El 1936 va prendre part en els Jocs Olímpics d'Estiu de Berlín, on va guanyar la medalla d'or en la prova del llançament de disc del programa d'atletisme. En el seu palmarès també destaca una medalla d'or als Jocs Panamericans de 1937 i els títols de la NCAA i AAU de 1935 i 1936. El 2003 va ser inclòs a l'USC Athletic Hall of Fame.
Entre el 1936 i el 1940 va posseir el rècord americà de disc.

## Millors marques
- Llançament de disc. 53,08 m (1936)[3]